# 橘涼子
橘 涼子（たちばな りょうこ、1980年12月24日 - ）は、日本のAV女優。
東京都出身。

## 略歴
- 2000年 - 『カ・ワ・イ・イ!』でAVデビュー。美少女系だが、ハードな内容が多い

## 出演作品

### アダルトビデオ
- カ・ワ・イ・イ! （2000年5月26日、宇宙企画）
- ラブジェニック （2000年6月18日、宇宙企画）
- マイ・キューティーワイフ （2000年9月25日、アトラス21）
- 発情ジェネレーション （2000年10月25日、アトラス21）
- FIRST IMPRESSION（2001年1月1日、MOODYZ）
- おねだり…（2001年1月24日、アトラス21）
- 宇宙企画DX120分スペシャル 6（2001年2月24日、宇宙企画）他9名出演
- 鬼畜強姦-凌辱の罠（2002年5月22日、MOODYZ）
- 逆ナンパ素人狩り「私とHしてみませんか?」（2002年6月1日、MOODYZ）
- サーキットレディー  （2002年8月5日、VIP）
- 着衣のSEX（2002年9月1日、MOODYZ）他9名出演
- ショートカットの女の子（2003年1月1日、MOODYZ）他14名出演
- セーラー服を脱がさないで（2003年2月1日、MOODYZ）他9名出演
- せつないくらいエッチ気分（2004年1月30日、アトラス21）
- 宇宙企画Memorial 橘涼子（2004年12月17日、宇宙企画）
- 28歳　女ざかり 3（2005年8月20日、クリスタル映像）他5名出演
- 恥縛の肉宴（2006年1月28日、アートビデオ）
- 少女妊娠 中出し映像（2006年12月7日、アウトビジョン）共演:沢木まゆみ
- 淫らな堕天使たち　'07 1（2007年1月28日、アートビデオ）他11名出演
- 恥縛の肉宴（2011年1月27日、アートビデオ）2006年作品の再発売

発売日不明
- 未熟 安里祐加 橘涼子（デジタルドリームデベロップメント）

### 写真集
- 『Oui Oui !』沢渡朔（2000年6月、双葉社）